# Crucero (Perú)
Crucero es una localidad peruana ubicada en la región Puno, provincia de Carabaya, distrito de Crucero. Es asimismo capital del distrito de Crucero. Se encuentra a una altitud de 4133 m s. n. m. Tenía una población de 2730 habitantes en 1993.

## Clima
| Parámetros climáticos promedio de Crucero | Parámetros climáticos promedio de Crucero | Parámetros climáticos promedio de Crucero | Parámetros climáticos promedio de Crucero | Parámetros climáticos promedio de Crucero | Parámetros climáticos promedio de Crucero | Parámetros climáticos promedio de Crucero | Parámetros climáticos promedio de Crucero | Parámetros climáticos promedio de Crucero | Parámetros climáticos promedio de Crucero | Parámetros climáticos promedio de Crucero | Parámetros climáticos promedio de Crucero | Parámetros climáticos promedio de Crucero | Parámetros climáticos promedio de Crucero |
| Mes                                       | Ene.                                      | Feb.                                      | Mar.                                      | Abr.                                      | May.                                      | Jun.                                      | Jul.                                      | Ago.                                      | Sep.                                      | Oct.                                      | Nov.                                      | Dic.                                      | Anual                                     |
| ----------------------------------------- | ----------------------------------------- | ----------------------------------------- | ----------------------------------------- | ----------------------------------------- | ----------------------------------------- | ----------------------------------------- | ----------------------------------------- | ----------------------------------------- | ----------------------------------------- | ----------------------------------------- | ----------------------------------------- | ----------------------------------------- | ----------------------------------------- |
| Temp. media (°C)                          | 8.2                                       | 8                                         | 7.9                                       | 7                                         | 5.4                                       | 3.1                                       | 3.1                                       | 4.5                                       | 6.7                                       | 7.8                                       | 7.9                                       | 8.2                                       | 6.5                                       |
| Temp. mín. media (°C)                     | 1.7                                       | 2                                         | 1.5                                       | -0.6                                      | -3.7                                      | -7.9                                      | -7.8                                      | -6.3                                      | -2.2                                      | -1                                        | -0.6                                      | 1.6                                       | -1.9                                      |
| Fuente: climate-data.org                  |                                           |                                           |                                           |                                           |                                           |                                           |                                           |                                           |                                           |                                           |                                           |                                           |                                           |